# Émile Auguste Léon Hourst
Émile Auguste Léon Hourst, né à Marseille le 20 mai 1864 et mort à Neuilly-sur-Seine le 24 janvier 1940, est un officier de marine et explorateur français, chef d'une mission hydrographique sur le fleuve Niger en 1895-1896, et d'une mission sur le haut Yang-tsé-kiang en 1901.

## Biographie
Aspirant (1883), il embarque sur Le Redoutable et sert au Tonkin où il se bat contre Bắc Ninh et Hang-Hoa. Promu enseigne de vaisseau en 1885 puis lieutenant en second, il se fait remarquer à la bataille de Sahonafy à Madagascar. 
Dès 1886, alors en service au Sénégal, il s’intéresse à l'exploration de l'intérieur de l'Afrique. 

### Exploration du Niger
Avant sa mission, Émile Hourst était en poste à l'état-major du Soudan français, sous les ordres du général Louis Archinard quand il commandait et organisait la flottille du Niger. Il allait y étudier le Tinkisso et le Niger de sa source jusqu'à son embouchure. Il prend sa part de gloire dans la lutte contre les Toucouleurs et quand il court à la tête des contingents de Ségou contenir les révoltés de Baninko jusqu'à l'arrivée du général Archinard.
En 1888, il est le second du commandant Jules Davoust pour descendre le fleuve Niger au-delà de la région de Tombouctou où il parvient avec Jean-Baptiste Marchand mais la mission s'arrête après la mort de Davoust en décembre 1888 à Kita.
Il souhaite depuis 1888 une mission d'exploration en Afrique, qui lui est successivement refusée, puis accordée, de nouveau refusée, pour être enfin définitivement accordée par le sous-secrétaire d'État au Commerce et aux Colonies Théophile Delcassé en octobre 1893. Son projet est celui de Davoust légèrement modifié. Lieutenant de vaisseau depuis 1891, il est chargé en 1894 de descendre le Niger jusqu'au golfe de Guinée (1894-1898). Hourst descend enfin le fleuve en 1896 sur le Davoust, un bateau en aluminium de 13 m de long et 2,50 m de large, équipé de trois grandes voiles. Il dresse une carte du cours du fleuve de Tombouctou à Boussa et démontre qu'il est navigable de Koulikoro à Ansongo.

## Les rapides du Fleuve Bleu
En 1901, il est expédié en Chine pour y étudier les possibilités de naviguer sur le Yang-tsé-kiang après Yichang. 
Capitaine de frégate (1910), il est promu capitaine de territoriale en 1914.

## Publications

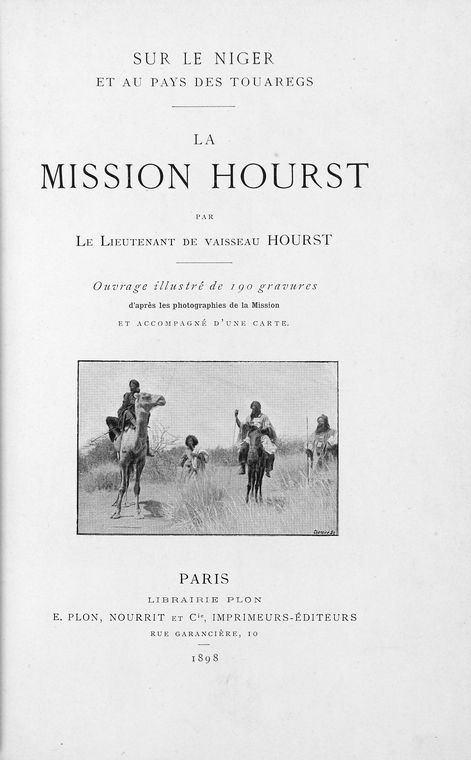
La Mission Hourst, Plon, 1898.

- La mission Hourst, sur le Niger, janvier 1897
- La mission Hourst, sur le Niger et au pays des touaregs, éditions Plon, 1898 (avec 190 gravures et photographies de la mission accompagné d'une carte).

Prix Montyon de l’Académie française
- Notre marine de guerre, 1901
- Dans les rapides du Fleuve Bleu — Voyage de la première canonnière française sur le haut Yang-tse-kiang par le Lt de vaisseau Hourst, Paris, Plon-Nourrit et Cie, 1904. (Préface de M. Jules Lemaître ; dessins originaux de l'enseigne de vaisseau Térisse, membre de la mission.)

Prix Sobrier-Arnould de l’Académie française 1905

## Hommages et distinctions
- 1897 : officier de la Légion d'honneur[5]
- médaille coloniale
- médaille de la Société de l'association française pour l'avancement des sciences
- médaille de la Société de l'alliance française, 1897
- médaille de la Société de géographie du Cher, 1897
- grande médaille d'or de la Société de géographie commerciale de Paris,1896
- médaille de la Société géographique de Lyon, 1892
- médaille de la Société de géographie de Marseille
- Il est évoqué par Michel Verne dans le roman L'étonnante aventure de la mission Barsac (partie 1, chapitre II)[6].